# Ambala (distrikt)
Ambāla är ett distrikt i Indien.   Det ligger i delstaten Haryana, i den norra delen av landet, 190 km norr om huvudstaden New Delhi. Antalet invånare är 1 128 350. Arean är 1 569 kvadratkilometer. Ambāla gränsar till Patiala.
Terrängen i Ambāla är platt åt sydväst, men åt nordost är den kuperad.
Följande samhällen finns i Ambāla:
- Ambāla
- Narāyangarh